# Zakske
Zakske is een straat in Brugge.

## Beschrijving
'Zakske' heeft de betekenis van kleine doodlopende straat. Er was al een Zak in de omgeving, die van toen af stilaan Oude Zak werd genoemd. Het nieuwe slop werd in:
- 1305: Nieuwe Zak.

Omdat het eigenlijk maar om een straatje ging, van minder belang dan de Oude Zak, begon men stilaan de naam van Cleen Zacxken te gebruiken. De 'Cleen' viel mettertijd weg en er bleef alleen 'Zakske' over.
De straat mondt uit in de Ezelstraat. Een zijstraat is de Raamstraat.